# Enthroned
Enthroned — бельгийская блэк-метал группа, образованная в Шарлеруа в 1993 году участником Цернуннусом (Cernunnos). Вскоре он нанял гитариста Цебота (Tsebaoth) и вокалиста из грайндкор/блэк-металлической группы Hecate Алексиса, которые остались до конца декабря 1993 года. Позже присоединился вокалист Сабатан (Sabathan). Группа выпустила 5-трековый демоальбом в середине 1994 года, который привлек внимание нескольких независимых лейблов. 7-дюймовый сплит EP с Ancient Rites был издан андерграунд-лейблом AfterDark Records. После закрытия этого лейбла, Evil Omen Records (филиал лейбла en:Osmose Productions) выпустил первый полноформатный релиз группы Prophecies of Pagan Fire. Вскоре после этого, в группу был зачислен второй гитарист Норнагест (Nornagest), а Цебот был заменен Небиросом (Nebiros).
В 1996 году совместно с Ancient Rites и Bewitched, группа провела большой тур по Европе.
В апреле 1997 года когда Enthroned приступали к записи альбома Towards the Skullthrone of Satan, Цернуннус покончил жизнь самоубийством . Enthroned записали альбом с сессионным барабанщиком, а на фестивале Dragons Blazeс выступали уже с новым постоянным барабанщиком Намротом Блэкторном (Namroth Blackthorn).
В апреле 1998 года группа гастролировала по Европе с Dark Funeral, а также выпустила мини-cd Regie Sathanas, который был посвящён в их бывшему барабанщику Цернуннусу. В том же году, они снова гастролировал с коллегами по лейблу, группами en:Hecate Enthroned и Usurper. В конце 1998 года группа в шведской студии Abyss Studios записала The Apocalypse Manifesto. Третий альбом группы был выпущен в мае 1999 года и был посвящён библейской концепции Апокалипсиса в интерпретации скандинавской мифологии.
В начале 21-го века состоялся большой в тур Европе вместе с группой Marduk.
В 2000 году группа рассталась с Небиросом и приняла на работу в качестве нового гитариста Нерата Демона (Nerath Daemon), совершила несколько мини-туров и записала Armoured Bestial Hell в Real Sound Studio (Германия). Этот, четвёртый, альбом был выпущен в апреле 2001 года. Намрот Блэкторн был заменен Алвсидом (Alsvid) из французской блэк-металлической группы Seth. Группа продолжала играть много живых концертов в Европе, а также в США.
В начале 2002 года Enthroned подписав контракт с Napalm Records выпускает свой пятый, полноформатный, альбом Carnage in Worlds Beyond. В июне 2003 года Нгуарот (Nguaroth) (гитара) и Глаурунг (ударные) присоединяются к группе, которая совершает тур по Южной Америке и выпускает свой шестой альбом, XES Haereticum.
В 2005 году они выпустили свой первый официальный концертный альбом, Black Goat Ritual, записанный во время их турне по Бразилии. Затем группу покинул вокалист Сабатан, Норнагест взял на себя вокал и Форгат (Phorgath) присоединился к группе в качестве бас-гитариста.
В июне 2007 года Enthroned записали свой седьмой альбом Tetra Karcist, с Алвсидом в качестве сессионного студийного ударника.
Ахефахим (Ahephahim) присоединился в качестве нового официального ударника в июне 2007 года и группа подписала контракт с Regain Records в январе 2008 года. В это время, некоторые из участников группы открыли студию звукозаписи Blackout Multimedia. В то же время, Ахефахим и Нгуарот покинули группу из-за нехватки времени, а в группу пришел бывший ударник Gorgoroth Гаргхуф (Garghuf). Нерат Демон после пяти лет отсутствия возвратился в группу, изменив своё имя на Нерат (Neraath). 22 марта 2010 года Enthroned выпустили восьмой альбом, Pentagrammaton. Позже Nornagest вынужден был отказаться от игры на гитаре на живых выступлениях, из-за хронического тендинита запястья, и вместо этого, стать фронтменом группы. Бывшие члены группы Сабатан и Нгуарот присоединились к группе для разового живого выступления в 2010 году в качестве акта примирения.
В сентябре 2011 года группа сообщила, что их сотрудничество с Regain Records закончилось и группа занята записью своего девятого студийного альбома.

## Состав
- Nornagest — вокал (2007-), гитара (1995-)
- Neraath (бывш. Nerath Daemon) — гитара, вокал (2000—2004, 2009-)
- ZarZax — гитара (2013-)
- Phorgath — бас-гитара, вокал (2007-)
- Menthor — ударные (2012-)

### Бывшие участники
- Garghuf — ударные (2009—2012)
- Tzelmoth — Live гитара, вокал (2010)
- Ahephaim — ударные (2007—2009)
- Nguaroth — гитара, бэк-вокал (2004—2009)
- Alsvid — ударные (2001—2004)
- Lord Sabathan — вокал, бас (1994—2006)
- Glaurung — ударные (2004—2007)
- Namroth Blackthorn — ударные (1998—2001)
- Nebiros — гитара (1995—2000)
- Da Cardoen — ударные, на записи альбома Towards the Skullthrone of Satan (1997)
- Cernunnos — ударные (1993—1997) Совершил самоубийство повесившись 19 апреля 1997 года.
- Tsebaoth — гитара (1993—1996)
- Asmodeus — гитара (1995)
- Alexis — вокал (1993)

## Дискография
- Prophecies of Pagan Fire (1995, Evil Omen Productions) - Re-released with a bonus CD entitled Commanders of Chaos in 1999 by Blackend Records
- Towards the Skullthrone of Satan (1997, Blackend Records)
- Regie Sathanas: A Tribute to Cernunnos (EP, 1998, Blackend Records)
- The Apocalypse Manifesto (1999, Blackend Records)
- Armoured Bestial Hell (2001, Blackend Records)
- Carnage in Worlds Beyond (2003, Napalm Records)
- Goatlust (EP, 2003, Painkiller Records)
- XES Haereticum (2004, Napalm Records)
- Black Goat Ritual: Live in Thy Flesh (Live album, 2005, Napalm Records)
- Tetra Karcist (2007, Napalm Records)
- Pentagrammaton (2010, Regain Records)
- Obsidium (Full-length, 2012)
- Sovereigns (2014)
- Cold Black Suns (2019)